# Abhandlungen herausgegeben von der Senckenbergischen Naturforschenden Gesellschaft
Abhandlungen herausgegeben von der Senckenbergischen Naturforschenden Gesellschaft (abreviado Abh. Senckenberg. Naturf. Ges.) es una revista ilustrada con descripciones botánicas que es editada en Alemania. Comenzó su publicación en el año 1854.